# Rocas Grupo
Die Rocas Grupo (spanisch für Gruppenfelsen) sind eine Gruppe von Klippenfelsen vor der Loubet-Küste des Grahamlands auf der Antarktischen Halbinsel. Im Laubeuf-Fjord liegen sie westlich der Covey Rocks.
Argentinische Wissenschaftler benannten sie in Anlehnung an die Benennung der Covey Rocks.